# چلسی (آیووا)
چلسی (به انگلیسی: Chelsea) شهری در ایالت آیووا کشور ایالات متحده آمریکا است که جمعیت آن در سرشماری سال ۲۰۱۰ میلادی، ۲۶۷ نفر بوده‌است.